# Szaturnusz-díj a legjobb televíziós szuperhős-adaptáció sorozatnak
A legjobb szuperhőssorozatnak járó Szaturnusz-díjat évente adja át az Academy of Science Fiction, Fantasy & Horror Films szervezet, a 2015-ös, 41. díjátadó óta.
A legtöbb, három győzelmet a Flash – A Villám című sorozat aratta (hat jelölésből). A Gotham, Supergirl és A zöld íjász szintén öt-öt jelölést tudhat magáénak.

## Győztesek és jelöltek
(MEGJEGYZÉS: Az Év oszlop az adott sorozat értékeléséül szolgáló évre utal, a tényleges díjátadó ceremóniát a következő évben rendezték meg.)
A győzteseket félkövér betűtípus és kék háttérszín jelzi.

### 2010-es évek
| Év                       | Magyar cím              | Eredeti cím            |
| ------------------------ | ----------------------- | ---------------------- |
| 2014 (41. díjátadó)      | Flash – A Villám        | The Flash              |
| 2014 (41. díjátadó)      | Carter ügynök           | Agent Carter           |
| 2014 (41. díjátadó)      | A S.H.I.E.L.D. ügynökei | Agents of S.H.I.E.L.D. |
| 2014 (41. díjátadó)      | A zöld íjász            | Arrow                  |
| 2014 (41. díjátadó)      | Constantine             | Constantine            |
| 2014 (41. díjátadó)      | Gotham                  | Gotham                 |
| 2015 (42. díjátadó)      | Flash – A Villám        | The Flash              |
| 2015 (42. díjátadó)      | A zöld íjász            | Arrow                  |
| 2015 (42. díjátadó)      | A holnap legendái       | Legends of Tomorrow    |
| 2015 (42. díjátadó)      | Gotham                  | Gotham                 |
| 2015 (42. díjátadó)      | Carter ügynök           | Agent Carter           |
| 2015 (42. díjátadó)      | A S.H.I.E.L.D. ügynökei | Agents of S.H.I.E.L.D. |
| 2015 (42. díjátadó)      | Supergirl               | Supergirl              |
| 2016 (43. díjátadó)      | Supergirl               | Supergirl              |
| 2016 (43. díjátadó)      | A zöld íjász            | Arrow                  |
| 2016 (43. díjátadó)      | Flash – A Villám        | The Flash              |
| 2016 (43. díjátadó)      | Gotham                  | Gotham                 |
| 2016 (43. díjátadó)      | Légió                   | Legion                 |
| 2016 (43. díjátadó)      | A S.H.I.E.L.D. ügynökei | Agents of S.H.I.E.L.D. |
| 2017 (44. díjátadó)      |                         |                        |
| Kábel / Hálózat          |                         |                        |
| Flash – A Villám         | The Flash               |                        |
| A zöld íjász             | Arrow                   |                        |
| Fekete Villám            | Black Lightning         |                        |
| A holnap legendái        | Legends of Tomorrow     |                        |
| Gotham                   | Gotham                  |                        |
| A S.H.I.E.L.D. ügynökei  | Agents of S.H.I.E.L.D.  |                        |
| Supergirl                | Supergirl               |                        |
| Streaming                |                         |                        |
| A Megtorló               | The Punisher            |                        |
| A Védelmezők             | The Defenders           |                        |
| Future Man               | Future Man              |                        |
| Vasököl                  | Iron Fist               |                        |
| Runaways                 | Runaways                |                        |
| A kullancs               | The Tick                |                        |
| 2018/2019 (45. díjátadó) |                         |                        |
| Kábel / Hálózat          |                         |                        |
| Supergirl                | Supergirl               |                        |
| A zöld íjász             | Arrow                   |                        |
| Fekete Villám            | Black Lightning         |                        |
| A holnap legendái        | Legends of Tomorrow     |                        |
| Gotham                   | Gotham                  |                        |
|                          | Cloak & Dagger          |                        |
| Flash – A Villám         | The Flash               |                        |
| Streaming                |                         |                        |
| Daredevill               | Daredevil               |                        |
| Doom Patrol              | Doom Patrol             |                        |
| Jessica Jones            | Jessica Jones           |                        |
| A Megtorló               | The Punisher            |                        |
| Runaways                 | Runaways                |                        |
| Mocsárlény: A sorozat    | Swamp Thing             |                        |
| Az Esernyő Akadémia      | The Umbrella Academy    |                        |
| 2019/2020 (46. díjátadó) | A fiúk                  | The Boys               |
| 2019/2020 (46. díjátadó) | Batwoman                | Batwoman               |
| 2019/2020 (46. díjátadó) | Supergirl               | Supergirl              |
| 2019/2020 (46. díjátadó) | Stargirl                | Legends of Tomorrow    |
| 2019/2020 (46. díjátadó) | Az Esernyő Akadémia     | The Umbrella Academy   |
| 2019/2020 (46. díjátadó) | Watchmen                | Watchmen               |
| 2019/2020 (46. díjátadó) | Flash – A Villám        | The Flash              |

### 2020-as évek
| Év                       | Magyar cím                  | Eredeti cím               |
| ------------------------ | --------------------------- | ------------------------- |
| 2021/2022 (50. díjátadó) | nem osztották ki a díjat    | nem osztották ki a díjat  |
| 2022/2023 (51. díjátadó) | Superman és Lois            | Superman & Lois           |
| 2022/2023 (51. díjátadó) | Doom Patrol                 | Doom Patrol               |
| 2022/2023 (51. díjátadó) | Flash – A Villám            | The Flash                 |
| 2022/2023 (51. díjátadó) | Sandman: Az álmok fejedelme | The Sandman               |
| 2022/2023 (51. díjátadó) | Titkos invázió              | Secret Invasion           |
| 2022/2023 (51. díjátadó) | Amazon: Ügyvéd              | She-Hulk: Attorney at Law |
| 2022/2023 (51. díjátadó) | Stargirl                    | Stargirl                  |
| 2023/2024 (52. díjátadó) | Mindvégig Agatha            | Agatha All Along          |
| 2023/2024 (52. díjátadó) | A fiúk                      | The Boys                  |
| 2023/2024 (52. díjátadó) | Loki                        | Loki                      |
| 2023/2024 (52. díjátadó) | Pingvin                     | The Penguin               |
| 2023/2024 (52. díjátadó) | Az Esernyő Akadémia         | The Umbrella Academy      |
| 2023/2024 (52. díjátadó) | Superman és Lois            | Superman & Lois           |

## Rekordok

### Többszörös győzelmek
három győzelem
- Flash – A Villám

### Többszörös jelölések
hét jelölés
- Flash – A Villám

öt jelölés
- Gotham
- Supergirl
- A zöld íjász

négy jelölés
- A S.H.I.E.L.D. ügynökei

három jelölés
- A holnap legendái
- Az Esernyő Akadémia

két jelölés
- A fiúk
- Carter ügynök
- Doom Patrol
- Fekete Villám
- A Megtorló
- Runaways
- Stargirl
- Superman és Lois

## Fordítás
- Ez a szócikk részben vagy egészben  a   Saturn Award for Best Superhero Adaptation Television Series című angol Wikipédia-szócikk fordításán alapul.  Az eredeti cikk szerkesztőit annak laptörténete sorolja fel. Ez a jelzés csupán a megfogalmazás eredetét és a szerzői jogokat jelzi, nem szolgál a cikkben szereplő információk forrásmegjelöléseként.